# 花車 (巡遊)

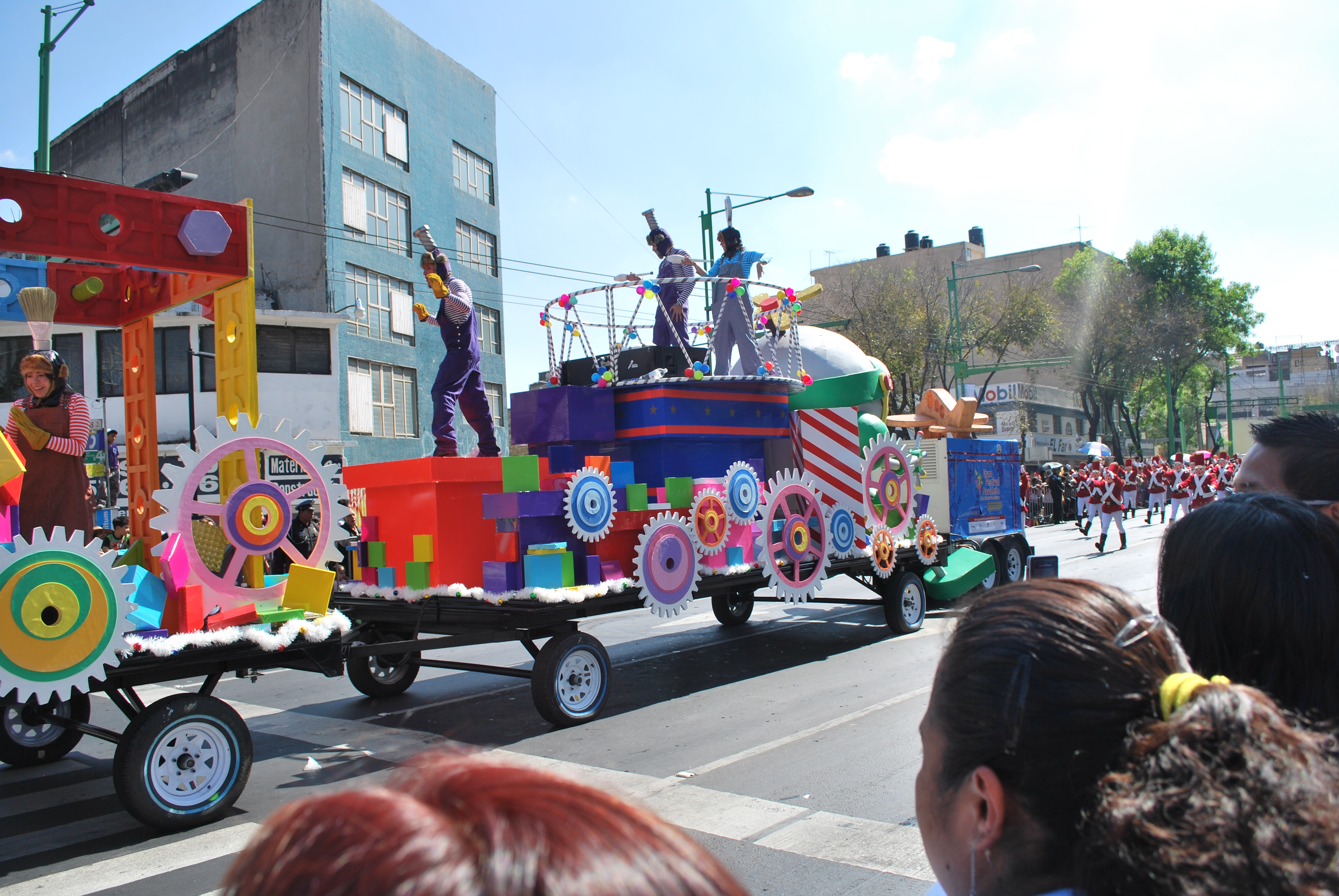
墨西哥耶誕節花車

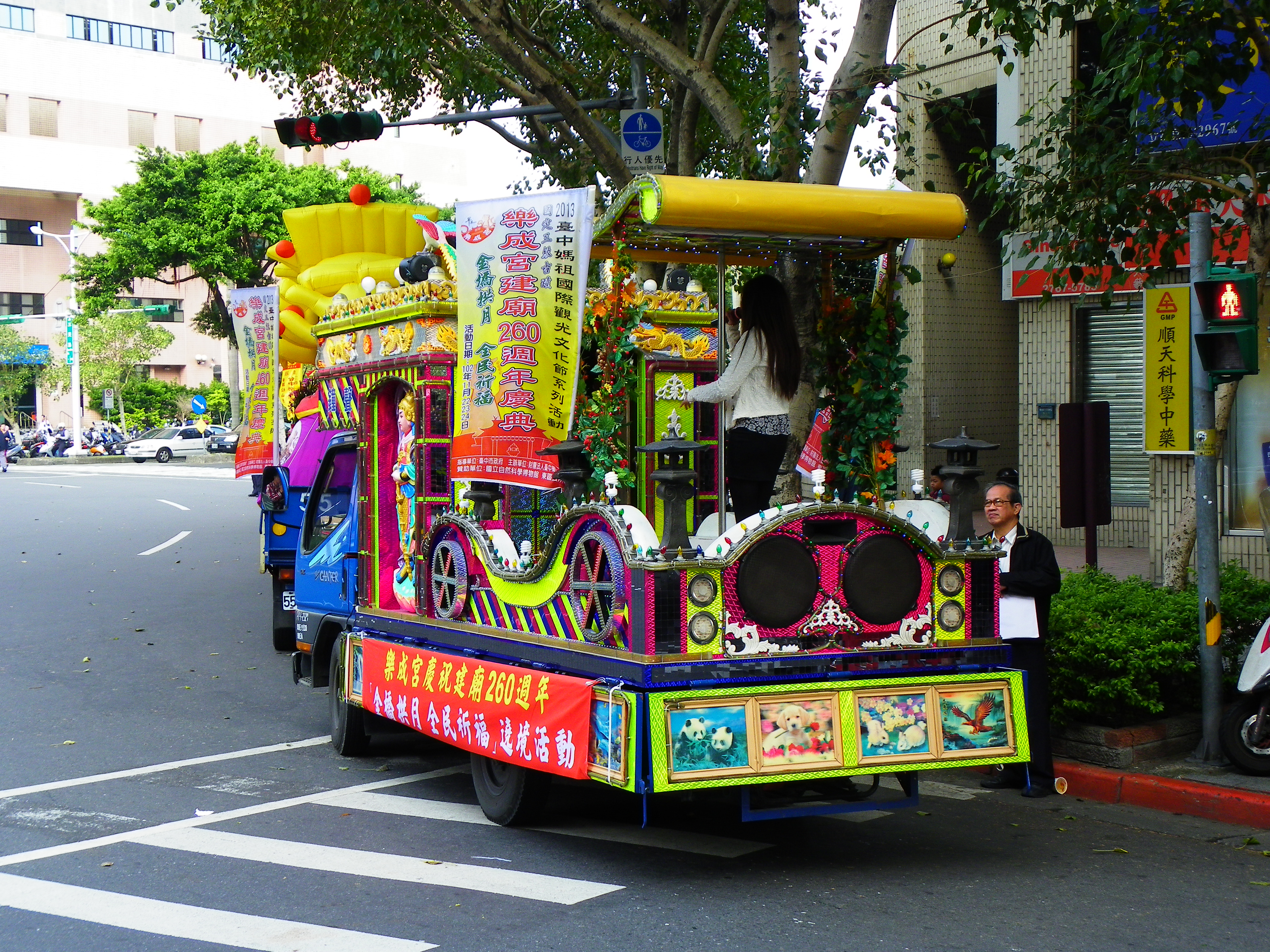
藝閣是花車的一種

花車是一種用於節日、慶典的車，上面有裝飾，並搭建舞台供演員在上面表演。除定期的節日外，一些主題公園的巡遊匯演也會使用花車。

## 各地的花車

### 東亞
東亞傳統的花車稱為藝閣，又稱山車、陸船等，源自中國，唐代開始出現，由演員在上面作動態表演。後來傳至日本。

### 西方
西方的花車源於歐洲中世紀用作神秘劇活動舞台的四輪盛會車。
在荷蘭，有一種稱為鮮花飾車的傳統花車，

## 電子花車

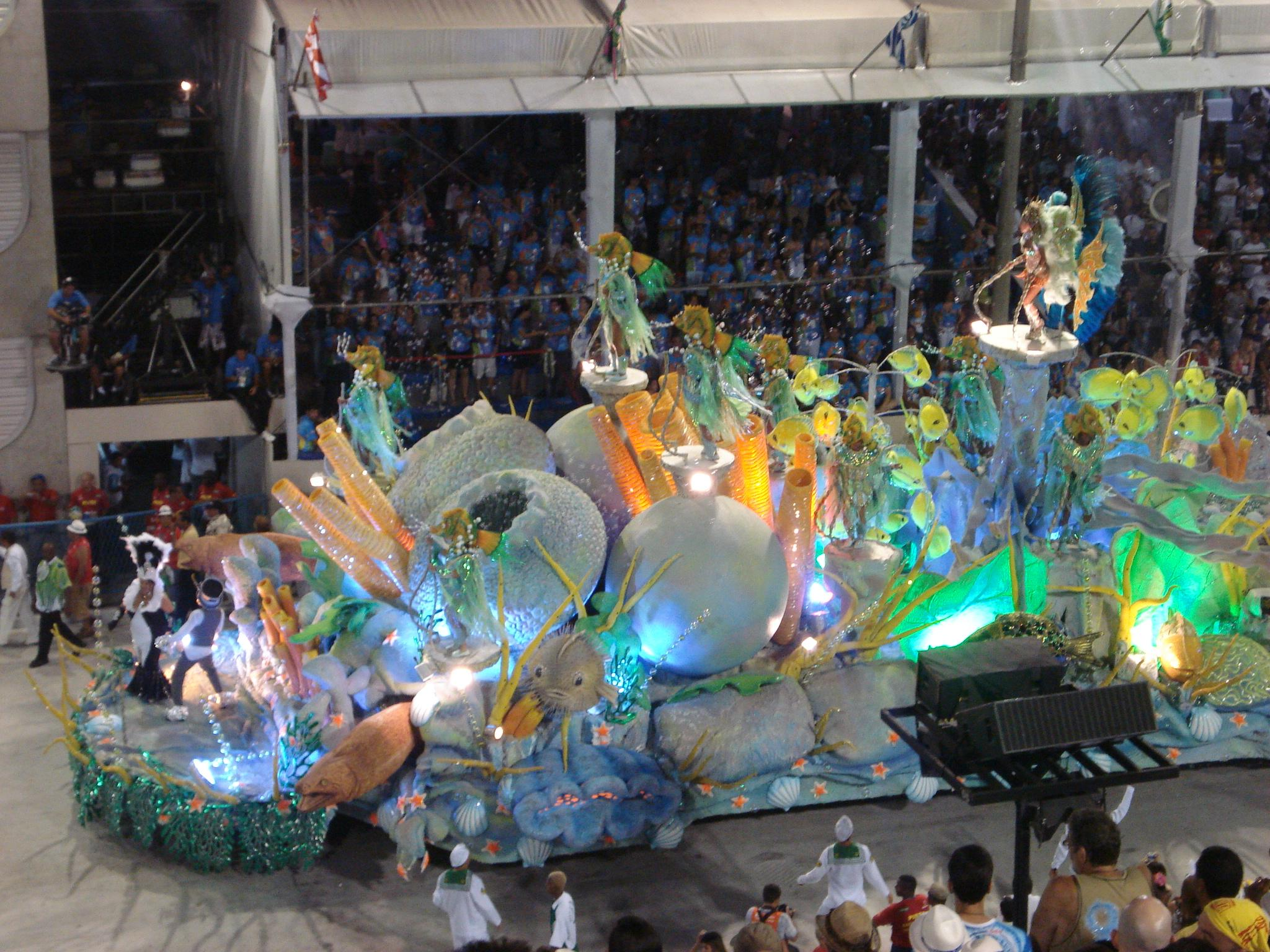
巴西嘉年華中的電子花車

電動車普及後，不少花車以電動車製作。與傳統花車相比，電子花車能做出較多不同的特效，如音響、聲光特效，乃至於油壓式開展舞台等，令表演更富於變化。在台灣，電子花車廣泛用於民俗慶典。

## 花車巡遊
現時不少節慶活動皆有花車巡遊，有些成為觀光項目。例如香港在春節期間舉行的香港新春花車巡遊於2007年獲國際著名自助旅遊天書《Lonely Planet》選為全球最值得欣賞的娛樂盛事之一，美國加州帕薩迪納在新年舉行的玫瑰巡遊中的項目玫瑰花車錦標賽是當地的花車競賽，世界各地都會派出以大量玫瑰和其他花卉裝飾的花車。迪士尼樂園的花車巡遊是園內重點表演項目之一。花車巡遊也是嘉年華會常見的表演節目。
澳門和香港一樣由當地的旅遊局贊助的賀歲花車巡遊 將會在年初三晚 在澳門半島舉行以及年初六或年初八的星期六 在澳門沙利頭舉辦第二次澳門花車巡遊。